# Gunda-Werner-Institut
Das Gunda-Werner-Institut für Feminismus und Geschlechterdemokratie (GWI) ist eine 2007 gegründete Einrichtung der parteinahen Heinrich-Böll-Stiftung von Bündnis 90/Die Grünen mit Sitz in Berlin-Mitte.

## Gründung und organisatorische Struktur
Die grünennahe Stiftung „Frauen-Anstiftung“ e. V., 1987 von Frauen aus der Frauenbewegung gegründet, schloss sich 1997 mit den übrigen grünennahen Teilstiftungen wie der alten Heinrich-Böll-Stiftung sowie den grünennahen Landesstiftungen zur neuen Heinrich Böll Stiftung zusammen. Feministisches Kernstück der Fusion war die Gründung eines feministischen Instituts (FI) sowie ein in der Satzung verankertes Gesamtkonzept Geschlechterdemokratie für die neue Stiftung. 
Das FI war als „‚feministischer think tank‘ und Teil eines internationalen Netzwerks für Frauenforschung und Frauenpolitik konzipiert“ und trat 1998 unter Leitung des damaligen Vorstandsmitglieds Dr. Claudia Neusüß ins Leben. Die Stabsstelle Gemeinschaftsaufgaben Geschlechterdemokratie der Böll-Stiftung, die mit Gunda Werner und Henning von Bargen 1998 ihre Arbeit aufgenommen hatte, fusionierte 2007 mit dem Feministischen Institut zum Gunda-Werner-Institut, „um Feminismus, Frauen- und Männerpolitik organisatorisch unter ein gemeinsames Dach zu bringen“. Der Name des Instituts wurde zu Ehren der Mitgründerin und Vorstandsfrau der ehemaligen Frauenanstiftung und bis zu ihrem Tod im Jahre 2000 an Gründung und Arbeit des Instituts maßgeblich beteiligten Gunda Werner gewählt.
Das Institut hatte 2021 sieben Mitarbeiter beiderlei Geschlechts. Seit 2007 fungierten Gitti Hentschel (bis 2015) und Henning von Bargen als Leitung des Instituts, die dem Vorstand der Heinrich-Böll-Stiftung unterstellt ist. 2015 übernahm Ines Kappert die gemeinsame Leitung zusammen mit von Bargen.

## Ziele und Tätigkeiten
Das GWI versteht sich als Schnittstelle von Wissenschaft und Politik und will einen „Theorie-Praxis-Transfer“ befördern. Das Institut ist keine Forschungseinrichtung, sondern es veröffentlicht externe Forschung und arbeitet anhand dieser Grundlagen. Dem GWI komme als Think-Tank eine „strategische Vordenkerfunktion“ für die Heinrich-Böll-Stiftung zu, so der Politikwissenschaftler Ulrich Heisterkamp.
Um Gender-Kompetenz in der beruflichen Praxis zu vermitteln, führt das GWI Weiterbildungen durch, die so konzipiert sind, dass die Teilnehmenden in Teams von Frauen und Männern zusammenarbeiten. Diese Norm der „geschlechterparitäischen Zusammensetzung“, die von Henning von Bargen und Angelika Blickhäuser entwickelt wurde, nahmen die Herausgeberinnen des Buchs Chancengleichheit durch Personalpolitik (2011) als Ausgangspunkt ihrer Analyse, die zeige, dass Gender-Trainings nach dieser Norm „als paradoxen Effekt Geschlechterungerechtigkeit“ bewirke. Angesichts der Erkenntnisse der Geschlechterforschung sei es problematisch davon auszugehen, dass ein Mann und eine Frau das Geschlechterverhältnis repräsentieren müssten.
Das GWI entwickelte auch eine Gender-Toolbox in vier Sprachen mit Übungen und Materialien zum Thema Gender als Unterstützung für Multiplikatoren, z. B. in der Lehramtsausbildung.

## Publikationen
Mit „Schriften des Gunda-Werner-Instituts“ gibt das Institut zusammen mit der Heinrich-Böll-Stiftung seit 2007 eine monografische Reihe heraus.
Der 2008 (aktualisierte Neuauflage 2012) erschienene Band 4 Soziale Sicherheit neu denken befasst sich aus feministischer Sicht mit den Diskussionen um das Bedingungslose Grundeinkommen. Darin kritisiert die Sozialwissenschaftlerin Susann Worschech, dass bei den Modellen zum Grundeinkommen der Gender-Aspekt zu wenig oder gar nicht berücksichtigt werde.
In ihrer Rezension des 2013 erschienenen Bandes 9 Gender, Wissenschaftlichkeit und Ideologie. Argumente im Streit um Geschlechterverhältnisse zog Sarah Dellmann, Wissenschaftlerin von der Universität Utrecht, das Fazit: „Die Beschränkung auf einen methodenkritischen und wissenschaftstheoretischen Blick ermöglicht es den vier Autor/-innen, Positionen zu hinterfragen, die sich selbst als „objektiv“ und „neutral“ erklären. Es gelingt ihnen, den oft pauschal und polemisch an die Gender Studies gerichteten Unwissenschaftlichkeitsvorwurf als unhaltbar vorzuführen und als politisch motiviert zu entlarven, ohne dass sie selbst in Polemiken verfallen. So trägt diese Broschüre dazu bei, sich auf einer sachlichen Art mit den Ergebnissen der Geschlechterforschung und Strategien der Geschlechtergleichstellung auseinanderzusetzen.“
Jan Fleischhauer im Spiegel und Peter Mühlbauer in Telepolis kritisierten, dass „Gendertheorie-Kritikern“ wie Volker Zastrow, Harald Martenstein oder Gerhard Amendt „argumentative Schnittstellen zur NPD oder der FPÖ zugewiesen“ wurden.

## Kontroversen

### „Agent*In“
Im Juli 2017 schaltete die Böll-Stiftung das Internet-Projekt agentin.org frei, das nach eigener Angabe ein „Antifeminismus-kritisches Online-Lexikon“ ist. Redaktionell verantwortlich war das Gunda-Werner-Institut. Das Angebot stieß auf breite negative Kritik. Am 4. August 2017 wurde es offline genommen. Ein Text informierte, dass die Seite derzeit überarbeitet und erweitert werde, um sie verständlicher und vielfältiger zu machen. Am 4. November gab das GWI bekannt, das Projekt nicht weiterführen zu wollen.
Der Vorstand der Heinrich-Böll-Stiftung teilte dazu in einer Stellungnahme am 7. August 2017 mit: „Die öffentlich und intern geübte Kritik am Format der ‚Agent*In‘ hat uns deutlich gemacht, dass dieser Weg nicht geeignet ist, die gesellschaftspolitische Auseinandersetzung zu Antifeminismus zu führen. Wir bedauern sehr, dass durch die gewählte Form manche an antidemokratische Methoden erinnert werden und entschuldigen uns bei denjenigen, die sich möglicherweise persönlich verletzt fühlen.“ Der Soziologe Andreas Kemper, Mitbegründer der Agent*In, kündigte an, man werde das Projekt in einer überarbeiteten Form weiterführen. 2018 ging es als „Diskursatlas Antifeminismus“ ohne Unterstützung der Heinrich-Böll-Stiftung online.